# Jelizar Filipikow
Jelizar Romanowicz Filipikow, ros. Елизар Романович Филипиков (ur. w 1904, zm. 16 stycznia 1943 w Wielkich Łukach) – radziecki wojskowy (major), komendant policji obozowej w obozie jenieckim w Wielkich Łukach, a następnie komendant pomocniczej policji porządkowej w mieście podczas II wojny światowej.
W latach 30. służył w Armii Czerwonej, dochodząc do stopnia majora. Po ataku wojsk niemieckich na ZSRR 22 czerwca 1941 r., dostał się do niewoli. Podjął kolaborację z okupantami. Początkowo objął funkcję komendanta policji obozowej w obozie jenieckim dla czerwonoarmistów w Wielkich Łukach. Wydawał Niemcom działaczy komunistycznych, politruków i Żydów. Następnie Niemcy mianowali go komendantem pomocniczej policji porządkowej w Wielkich Łukach. Brał udział w akcjach antypartyzanckich. Pod koniec grudnia 1942 r., podczas ataku wojsk sowieckich na miasto, wydał rozkaz swoim podkomendnym obrony miasta wraz z Niemcami. 16 stycznia 1943 r., po zdobyciu Wielkich Łuków przez Armię Czerwoną, został schwytany i natychmiast rozstrzelany.